# Science fiction-tidskrift

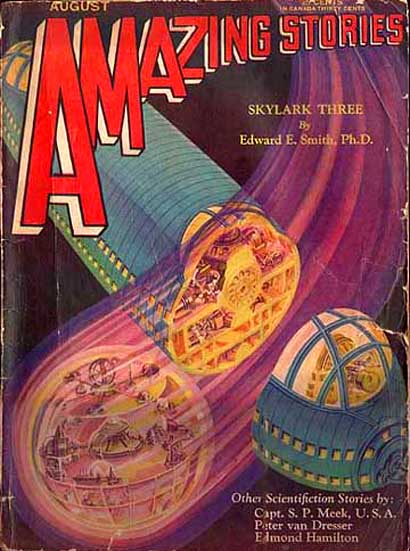
Amazing Stories, augusti 1930.

En science fiction-tidskrift eller sf-tidskrift är en tidskrift som innehåller eller handlar om science fiction. Science fiction-tidskrifterna har under genrens levnadslopp spelat en central roll för dess utveckling; 
vissa anser att det var i och med de specialiserade science fiction-tidskrifternas framväxt som science fiction föddes.

## Betydelse
Novelltidskrifterna har under denna genres historia i högre utsträckning än de flesta andra litteraturformer fungerat som ett drivhus där nya författare kunnat utvecklas, 
och som en plats där nya idéer kunnat debatteras och formas innan de spridit sig vidare och påverkat resten av science fiction-fältet.
Sedan 1927 hade Amazing Stories en avdelning för insändare, som kom att få två viktiga funktioner, dels som ett forum för önskemål om tidskriftens innehåll och utformning, dels som en plats där läsare kunde få kontakt med och, via de publicerade adresserna, börja brevväxla med likasinnade. Hugo Gernsback, tidskriftens redaktör, uppmuntrade kontaktskapandet och diskuterandet, bland annat genom att starta science fiction-föreningen "The Science Fiction League" som skulle få eget utrymme i Amazing. Denna förening, som snart spred sig och bildade lokalavdelningar, tillsammans med läsarnas insändare, lade grunden till science fiction-fandom i USA. När science fiction-tidskrifter började publiceras i andra länder ledde även dessa till grundandet av liknande rörelser. Science fiction betraktas ofta som en huvudsakligen engelskspråkig genre 
och det är huvudsakligen den engelskspråkiga grenen av science fiction som har format den. Flera kritiker, som Jerry Määttä och Farah Mendelsohn, har också betonat att man kan betrakta science fiction som beroende av ett ständigt fört internt samtal, 
vilket försvåras av språkbarriärer. De tidskrifter som kom att forma genren var huvudsakligen de amerikanska.

## Historia

### Föregångarna och de första sf-tidskrifterna
Under det tidiga nittonhundratalet uppkom ett antal tidskrifter som bland annat publicerade pseudovetenskapliga eller framtidsbetonade berättelser inspirerade av dåtidens vetenskapliga framsteg. 1908 startade Hugo Gernsback, som en utveckling av hans tidigare postorderkatalog, Modern Electrics, en tidskrift som bland annat publicerade noveller med vetenskapligt fokus, en genre han döpte till "scientifiction". 
En ungefärligt samtida europeisk motsvarighet till de amerikanska föregångarna var Otto Witts Hugin. I april 1926 publicerade Gernsback Amazing Stories, som brukar räknas som världens första science fiction-tidskrift. 
När Gernsback tre år senare förlorade kontrollen över Amazing Stories startade han istället Wonder Stories – en i en rad kortlivade tidskrifter som Gernsback låg bakom 
– och började kalla det material som publicerades för "science fiction".

### Pulperan

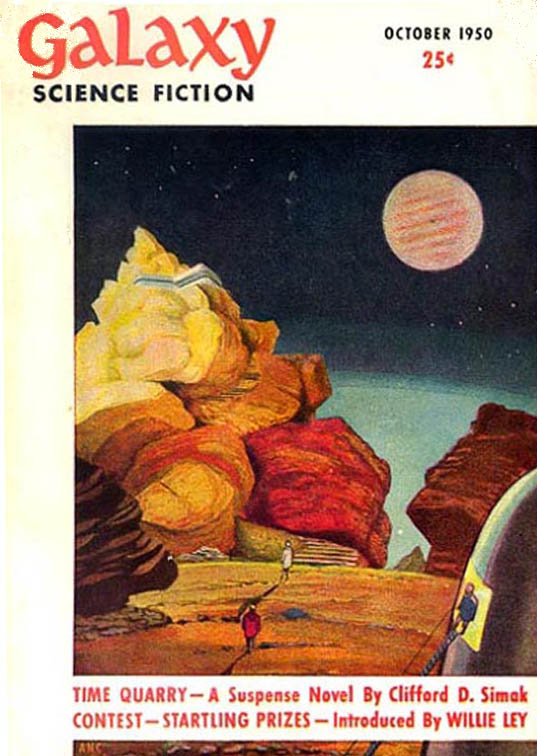
Första numret av Galaxy.

Den popularitet som Gernsbacks tidskrifter nådde fick fler att söka sig till genren. William Clayton startade 1929 Astounding Stories med Harry Bates som redaktör. Bates saknade Gernsbacks intresse för vetenskaplig folkbildning och satte större vikt vid att berätta en bra historia, vilket gjorde att kvaliteten på det vetenskapliga innehållet sjönk till förmån för formulistiska äventyrsberättelser, även om till exempel David Lasser, redaktör för Wonder Stories, försökte uppmana tidskriftens författare att skriva realistiskt och undvika de svepande episka dragen.
1937 kom John W. Campbell till Astounding, som han snart döpte om till Astounding Science Fiction. Under hans redaktörskap kom tidskriften att introducera författare som Robert A. Heinlein, A.E. van Vogt, Isaac Asimov, L. Ron Hubbard, Fritz Leiber, Theodore Sturgeon och Lester del Rey och förblev länge ledande i genren. 
Under andra världskriget led tidskrifterna av pappersbrist och många lades ned. 1950 hade marknaden återhämtat sig och flera nya tidskrifter startades, som The Magazine of Fantasy and Science Fiction och Galaxy.
Galaxy ställde högre litterära krav än Campbell hade gjort och satte med författare som Leiber, Sturgeon, Clifford Simak, Ray Bradbury och Philip K. Dick en stark prägel på science fiction-fältet. Bradburys novell "The Firemen", som han sedan kom att utveckla till romanen Fahrenheit 451, publicerades ursprungligen i Galaxy.

### Tidskrifternas nedgång och New Wave
Mot slutet av 1950-talet tappade den amerikanska tidskriftsmarknaden stora delar av sin kundkrets och sin ställning som det vanligaste sättet att läsa science fiction. Distributionsproblem, pocketböcker, televisionen och tecknade serier gjorde att människor läste färre tidskrifter och många lades ned. 1953 fanns det 28 science fiction-tidskrifter i USA; mot slutet av sextiotalet fanns bara sex stycken. 
En ledande science fiction-tidskrift kom att bli den brittiska New Worlds, där Michael Moorcock 1963 hade blivit redaktör. New Worlds publicerade författare som J.G. Ballard, Brian W. Aldiss och Thomas M. Disch och var en viktig del av New Wave-rörelsen, som skulle komma att förnya science fiction. Flera nyskapande amerikanska science fiction-författare kände att de inte kunde sälja sitt material i hemlandet, utan fick vända sig till Storbritannien för att få det publicerat.

### Asimov's,Interzoneoch en tynande tillvaro
1977 startades Isaac Asimov's Science Fiction Magazine (som 1992 bytte namn till Asimov's Science Fiction). Tidskriften sålde mycket snart mer än Analog – tidigare Astounding – och kom att bli genrens dominerande tidskrift, 
med en mycket stor mängd Hugo- och Nebulapriser. Året därefter publicerades första numret av Omni, som blandade vetenskap och science fiction, men som gick under i nittiotalets ekonomiska kris. 1982 kom första numret av brittiska Interzone som skulle komma att bli en viktig kanal för hård science fiction. Sedan dess har ingen ny, dominerande tidskrift dykt upp på den engelskspråkiga marknaden och upplagorna har sjunkt kraftigt och når endast en liten del av science fiction-läsarna istället för att som i genrens barndom vara det främsta sättet att sprida litteraturformen.

### Nättidskrifterna
Omni överlevde på nätet fram till 1998 innan även nätupplagan lades ned. År 2000 startade Sci-Fi Channel nättidskriften Sci Fiction med Ellen Datlow som redaktör. Samma år publicerade den Linda Nagatas "Goddesses" som kom att vinna Nebulapriset för bästa kortroman, 
vilket var första gången priset gick till ett verk publicerat på nätet. Datlow tilldelades Hugopriset som bästa professionella redaktör 2002 och 2005; 
2003 var Nebulaprisvinnarna i såväl novell- som långnovellkategorin ("What I Didn't See" av Karen Joy Fowler respektive "The Empire of Ice Cream" av Jeffrey Ford) 
publicerade på Sci Fiction. 2005 beslutade ändå Sci-Fi Channel att lägga ned tidskriften. 
Samma år som Sci Fiction, grundades Strange Horizons, vilken sedan dess har drivits på frivillig basis med donationer som främsta inkomstlälla, 
men ändå har lyckats publicera noveller som blivit nominerade till såväl Hugo- som Nebulapriset.

## Svenskspråkiga tidskrifter

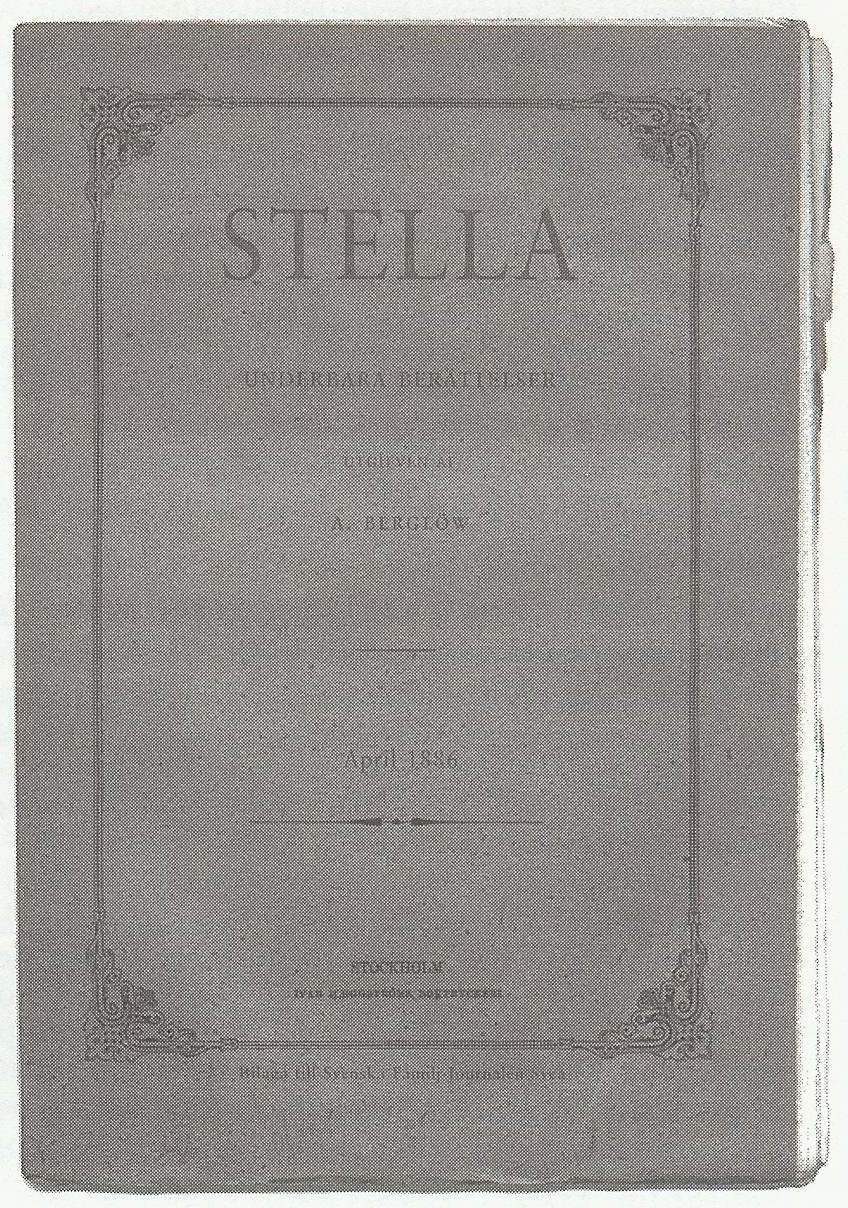
Det omslag Lundwall hävdat tillhört tidskriften Stella.

Sam J. Lundwall hävdade i en artikel i tidskriften Foundation 1985 att den tidigaste moderna science fiction-tidskriften skulle vara den svenskspråkiga Stella, som skulle ha publicerats som en bilaga till veckotidningen Svenska Familj-Journalen Svea mellan 1886 och 1888, 
en uppgift som letat sig in i standardverk som The Encyclopedia of Science Fiction av John Clute och Peter Nicholls. 
Ingen annan än Lundwall har dock lyckats hitta några spår efter Stella, 
och efterforskningar har konstaterat att det sannolikt var en bluff från Lundwalls sida. 
Ibland betraktas Hugin som gavs ut mellan 1916 och 1920 som den första svenskspråkiga sf-tidskriften.
1940 startades Jules Verne-Magasinet, som var den första science fiction-tidskriften som fick ett större genomslag i Sverige: den gavs ut med ett nummer i veckan tills den lades ned 1947 och hade när den var som störst en upplaga på 80 000 exemplar.
Jules Verne-Magasinet publicerade huvudsakligen noveller, ibland förkortade och ofta dåligt översatta, hämtade ur de samtida amerikanska science fiction-tidskrifterna. Nästa science fiction-tidskrift att dyka upp på den svenska marknaden var Häpna!, som gavs ut för första gången i mars 1954 och kom att bli en viktig del i svensk science fiction-fandoms födsel.
Häpna! omfattade etthundra sidor per nummer, gavs ut tio gånger om året och publicerade utöver översättningarna under sin levnadstid även ett tjugotal svenskspråkiga författare 
innan den lades ned 1966. 
Från september 1958 till och med juli 1960 fanns dessutom även en svenskspråkig utgåva av Galaxy, som under sin levnadstid kom ut med ett nummer varje eller varannan månad.
Jules Verne-Magasinet återuppväcktes av Bertil Falk 1969, och han fungerade som redaktör för tidskriften fram till 1971, varefter Sam J. Lundwall tog över. Lundwall fortsatte att ge ut tidskriften till och med 2009, då den återigen lades ned. 
År 1984 fick magasinet sällskap på den svenskspråkiga sf-marknaden av Nova science fiction, som gavs ut med John-Henri Holmberg och Per Insulander som redaktörer fram till 1987 
då tidskriften lades ned, för att 2004 återuppstå med Holmberg som ensam redaktör, 
innan utgivningen somnade in 2009. 1987 startades den finlandssvenska science fiction- och fantasytidskriften Enhörningen av Ben Roimola. 
1990 föll Enhörningen i dvala 
för att återupplivas 1998 genom ett stipendium från Svenska kulturfonden. 
2002 tog Robert Andersson och Lilian Wiberg initiativet till fantastiktidskriften Mitrania, som publicerade science fiction, skräck och fantasy, med fokus på den sistnämnda genren. Mitrania lades ned 2010.
Även Minotauren hade länge undertiteln "tidskrift för skräck, fantasy och science fiction", 
även om tidningens fokus låg på skräck och science fiction förekom mer sporadiskt.